# Michail Pawlowitsch Ogonkow
Michail Pawlowitsch Ogonkow (russisch Михаил Павлович Огоньков; * 24. Juni 1932 in Moskau; † 14. August 1979 ebenda) war ein sowjetischer Fußballspieler.

## Laufbahn

### Verein
Ogonkow begann seine Laufbahn 1952 bei Spartak Moskau, mit dem er zwei sowjetische Meistertitel gewann. Am 26. Mai 1958 wurde Ogonkow zusammen mit seinen Nationalmannschaftskollegen Eduard Strelzow und Boris Tatuschin verhaftet. Zwar wurde er freigelassen, doch erst im Jahr 1961 wurde ihm die Erlaubnis erteilt, wieder in der höchsten sowjetischen Liga Fußball zu spielen. Nach einer Verletzung beendete der Abwehrspieler 1961 seine aktive Laufbahn.

### Nationalmannschaft
Bei den Olympischen Spielen 1956 gewann Ogonkow mit seinem Team die Goldmedaille.

## Erfolge

### Verein
- Sowjetischer Meister: 1956, 1958

### Nationalmannschaft
- Olympia: Goldmedaille 1956